# Jaskinia Kowalskiego (Dolina Kobylańska)
Jaskinia Kowalskiego – jaskinia na Wzgórzu Dumań w Dolinie Kobylańskiej na Wyżynie Krakowsko-Częstochowskiej. Znajduje się w granicach wsi Karniowice w województwie małopolskim, w powiecie krakowskim, w gminie Zabierzów.

## Opis obiektu
Jaskinia znajduje się za III Filarkiem, pomiędzy najbardziej na południe wysuniętą części skały Lotniki, a Pochyłą Granią. Prowadzi przez nią droga wspinaczkowa Komin Kowalskiego (III w skali polskiej). Dolny otwór jaskini znajduje się na wysokości około 3 m nad ziemią. Za otworem jest niewielka salka, nad nią bardzo stromo do góry biegnie komin z górnym otworem. Ma wysokość około 8 m, a w połowie jego wysokości jest ciasna studzienka prowadząca do miejscami ciasnego, miejscami wysokiego korytarzyka. W korytarzyku jest zacisk, za którym znajduje się następny komin z otworem.
Jaskinia powstała w późnojurajskich wapieniach skalistych. Jest w większości sucha, wilgotno jest tylko w jej głębszych partiach. Są w niej nacieki w postaci mleka wapiennego, grzybków naciekowych i polew. Namulisko złożone z wapiennego gruzu i gliny z odchodami nietoperzy i większych ssaków. Jest przewiewna, światło dociera do zacisku. Na ścianach rozwijają się glony, wewnątrz występują pająki i muchówki.

## Historia
Jaskinia jest trudna do przebycia. Znana była już pierwszym wspinaczom w Dolinie Kobylańskiej, zwanych „Pokutnikami”. Wspinali się oni na Lotnikach już przed II wojną światową. Górny korytarz jaskini zwiedził wiosną 1950 roku Kazimierz Kowalski. Utknął w niej po przebyciu zacisku. Udało się go wydobyć dopiero po 14 godzinach, jaskini nie zinwentaryzował. Po raz pierwszy jaskinię wzmiankował ją P. Burchard w 1957 r., który opisał akcję ratowniczą K. Kowalskiego. Plan jaskini i opis sporządził J. Nowak w maju 2003 r.

## Galeria

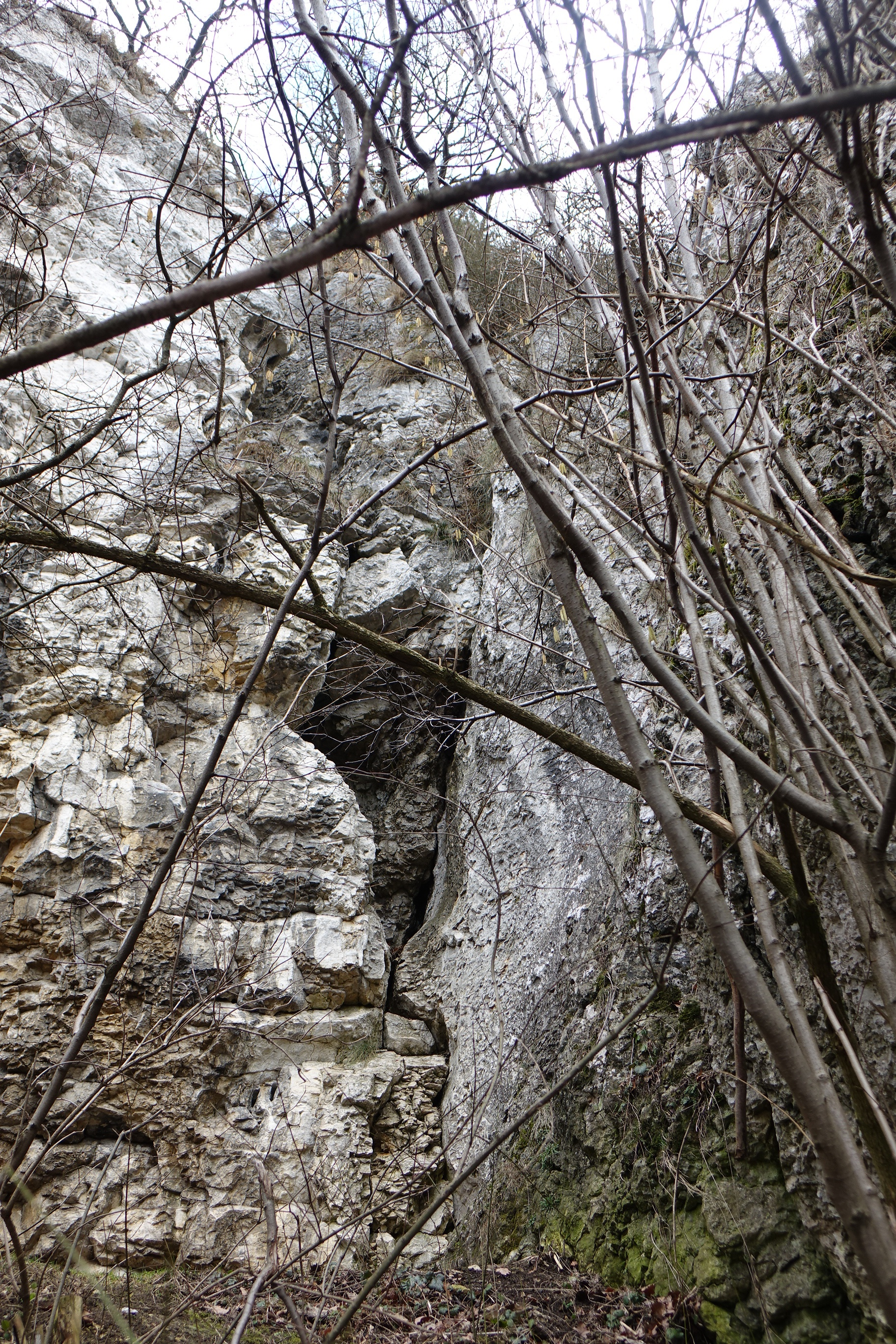
Komin Kowalskiego z otworami jaskini
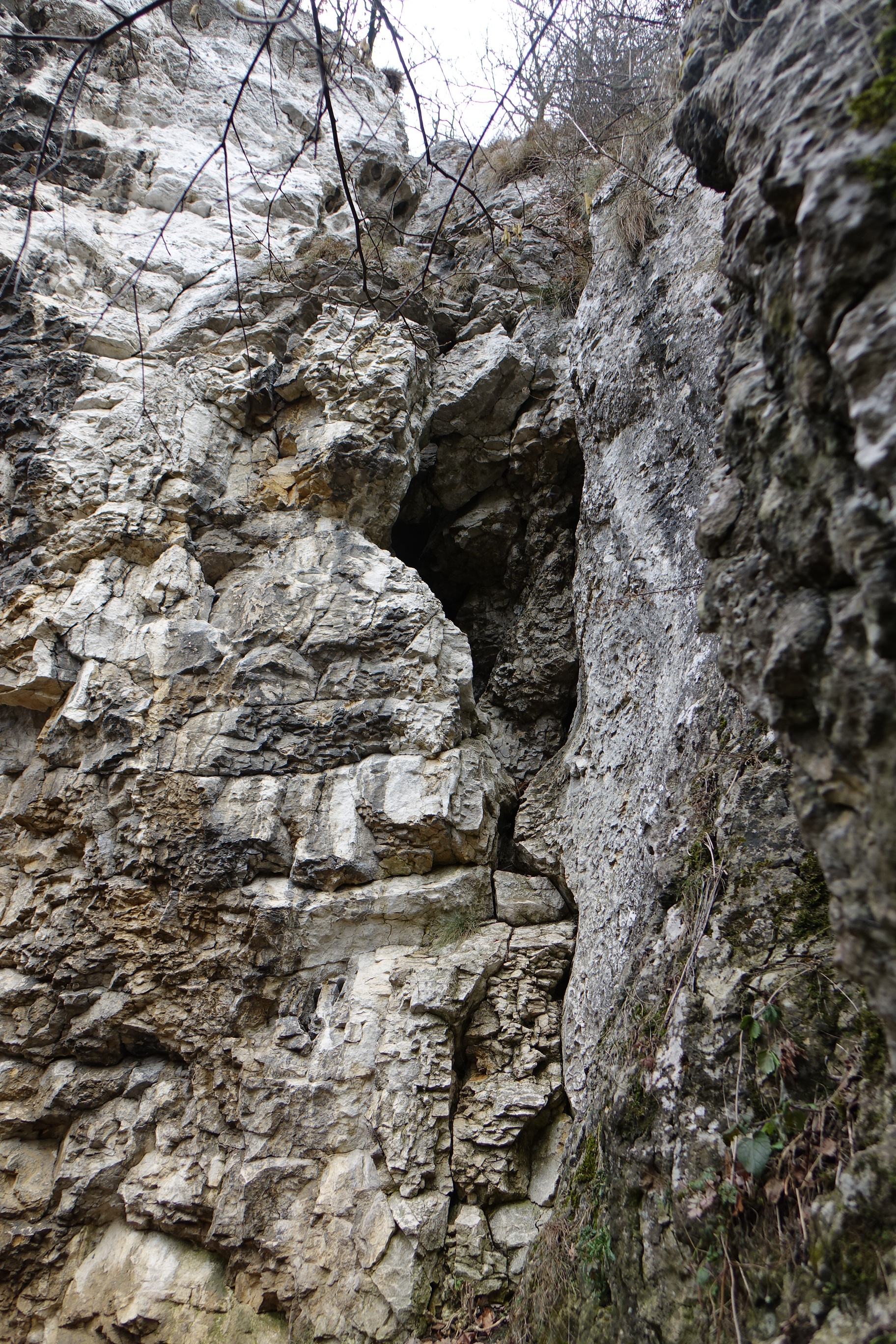
Otwór dolny
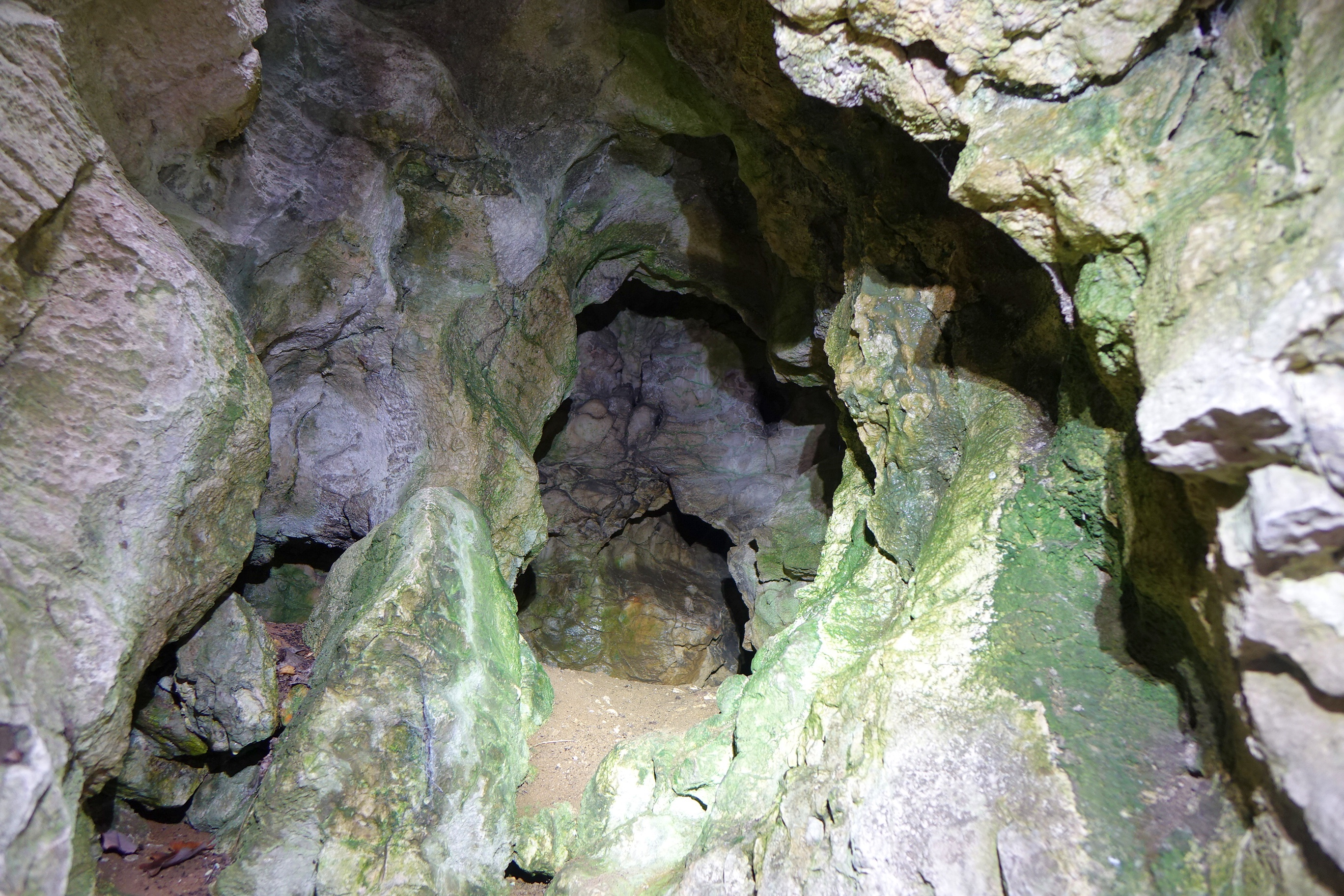
Salka
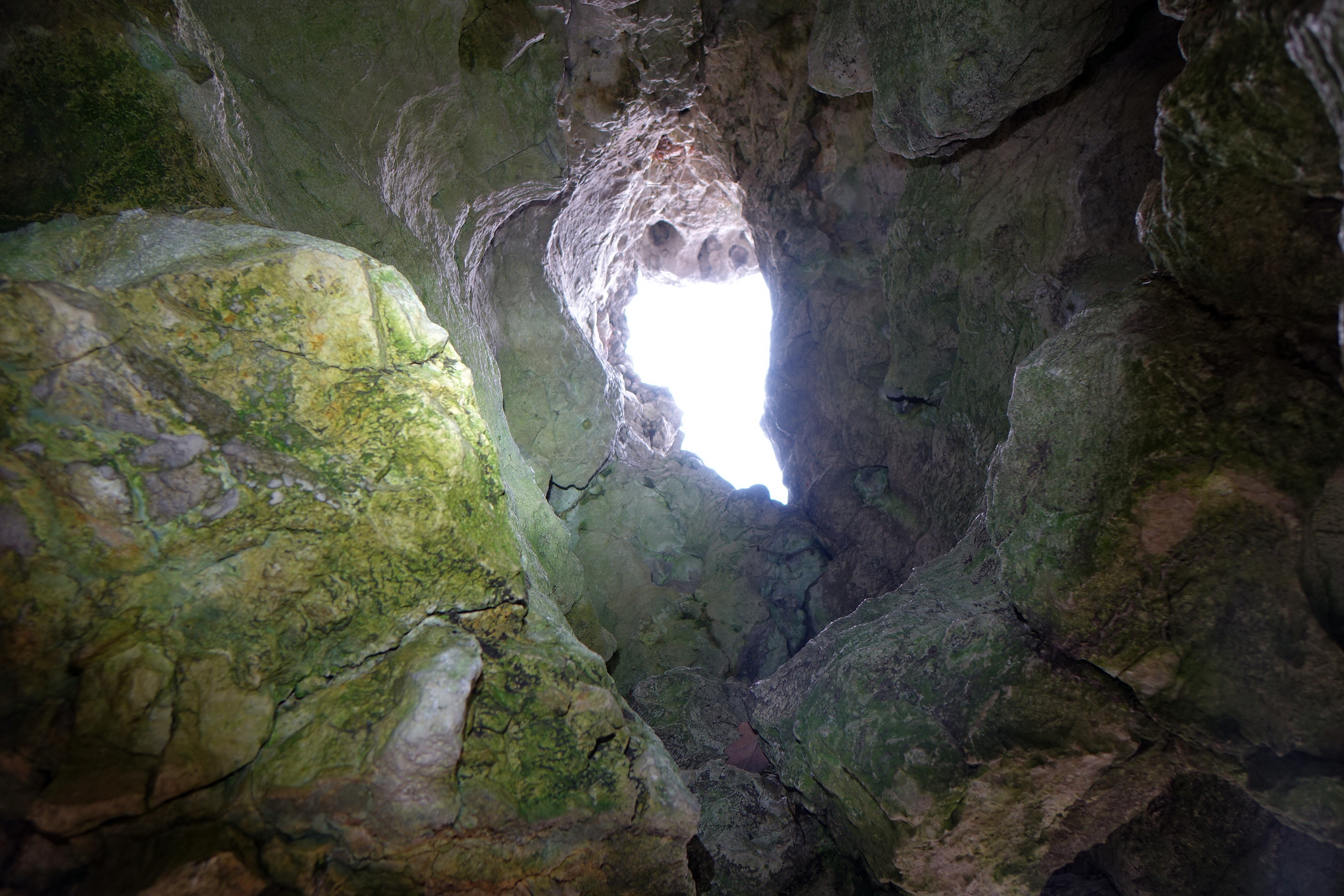
Komin i górny otwór